# Clistopyga africana
Clistopyga africana är en stekelart som beskrevs av Pierre L. G. Benoit 1956. Clistopyga africana ingår i släktet Clistopyga och familjen brokparasitsteklar. Inga underarter finns listade i Catalogue of Life.